# Aeroportul Anglesey
Aeroportul Anglesey (IATA: VLY, ICAO: EGOV) este un aeroport din Isle of Anglesey⁠(d), Țara Galilor, Regatul Unit ce deservește zona Anglesey. A fost deschis în 13 februarie 1941 și numit după zona deservită.
Situat la o altitudine de 11 m, aeroportul dispune de o singură pistă. Este operat de Royal Air Force.